# (335) Roberta
(335) Roberta – planetoida z pasa głównego asteroid okrążająca Słońce w ciągu 3 lat i 327 dni w średniej odległości 2,47 j.a. Została odkryta 1 września 1892 roku w Landessternwarte Heidelberg-Königstuhl w Heidelbergu przez Antona Stausa. Nazwa planetoidy pochodzi od imienia Roberta von der Osten-Sackena, entomologa z Heidelbergu, przyjaciela odkrywcy. Przed nadaniem nazwy planetoida nosiła oznaczenie tymczasowe (335) 1892 C.